# Maurice Maeterlinck
Maurice Polidore Marie Bernhard Maeterlinck (29 tháng 8 năm 1862 - 6 tháng 5 năm 1949) là một nhà viết kịch, nhà thơ, nhà triết học người Bỉ, giải Nobel Văn học năm 1911.

## Tiểu sử
Maurice Maeterlinck sinh tại Ghent trong một gia đình Pháp khá giả, bố làm công chứng, mẹ là con gái một luật sư giàu có. Sau khi tốt nghiệp luật tại Đại học Ghent vào năm 1885, Maeterlinck đi Paris. Năm 1886, ông gia nhập Đoàn Luật sư Ghent, viết thơ, ký, phê bình cho các báo và tạp chí như La Jeune Belgique, La Wallonie... Năm 1886 ông in truyện ngắn đầu tiên Le massacre des innocénts (Cuộc tàn sát những kẻ vô tội); năm 1889 ông xuất bản tập thơ đầu tiên và vở kịch đầu tiên, được nhà phê bình Octave Mirbeau của báo Le Figaro hết lời khen ngợi. Từ đó ông bỏ nghề luật sư. Trong những năm tiếp theo, ông viết hàng loạt vở kịch cổ tích, tượng trưng, kịch rối... Năm 1895 Maeterlinck cưới vợ là Leblan - diễn viên tham gia đóng các vở kịch của ông và năm 1896 sang Paris sinh sống. Maeterlinck ủng hộ nghệ thuật thuần túy, là một trong những đại diện tiêu biểu của trường phái tượng trưng cả trong thơ ca lẫn sân khấu, trong các tác phẩm của mình mở ra một thế giới đầy màu sắc, mộng ảo chống lại số phận khắc nghiệt. Năm 1909 ông viết xong vở kịch L'Oiseau Bleu (Con chim xanh), một kiệt tác của sân khấu kể về những cuộc phiêu lưu kiếm tìm hạnh phúc qua hình tượng con chim xanh và đã trở thành một điển cố văn học biểu tượng cho hạnh phúc tình yêu cũng như đã được dựng lên trong nhiều phim.
Maurice Maeterlinck được trao giải Nobel năm 1911 nhờ những tác phẩm kịch mang nội dung phong phú, giàu tưởng tượng đầy thi vị. Kịch của ông thể hiện những hệ thống triết lý hình thành một cách trực giác. Mô típ cái chết thường xuyên hiện diện trong tác phẩm của ông ở giai đoạn cuối mang thêm màu sắc của chủ nghĩa thần bí. Maeterlinck được coi là một trong những người khởi đầu của sân khấu kịch phi lí; các vở kịch của ông đến ngày nay vẫn được dàn dựng ở nhiều nước trên thế giới.
Trong Chiến tranh thế giới thứ nhất, ông xin vào dân quân nhưng không được chấp nhận vì quá tuổi và nhà văn đã thể hiện lòng yêu nước bằng hàng loạt cuộc nói chuyện tuyên truyền ở châu Âu và Mỹ. Năm 1939 Đức quốc xã đe dọa chiếm cả châu Âu, Maeterlinck chạy sang Bồ Đào Nha và khi cảm thấy Bồ Đào Nha cũng sẽ bị chiếm, ông cùng với vợ sang Mỹ. Năm 1947 ông trở về Nice, Pháp.
Ngoài giải Nobel, Maeterlinck được vua Leopold III của Bỉ tặng huân chương Đại thập tự (1920), huân chương Thanh kiếm của Bồ Đào Nha (1939) và được vua Albert I của Bỉ phong tước hiệu Bá tước (1932). Ông mất tại Nice, Pháp.

## Tác phẩm

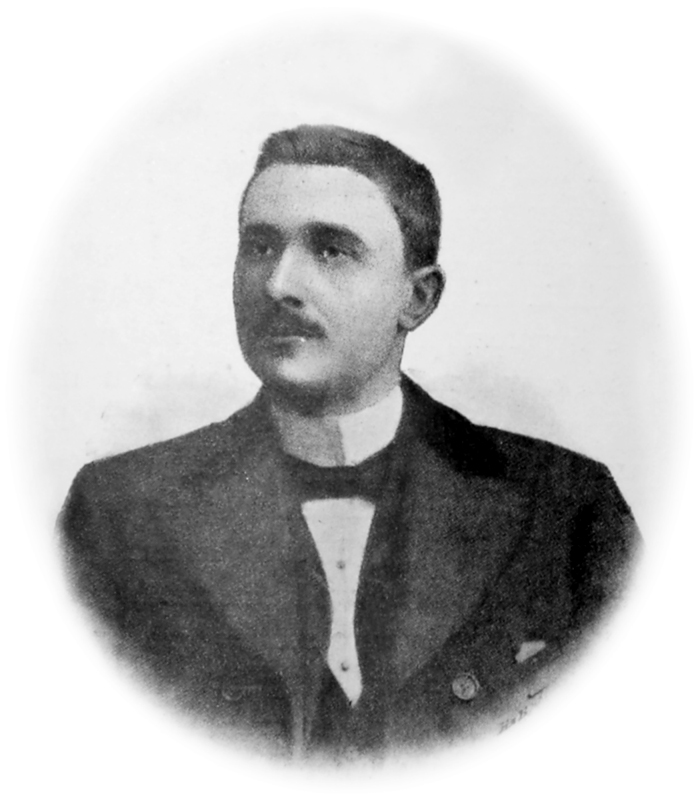
Maurice Maeterlinck trước năm 1905

- Le massacre des innocénts (Cuộc tàn sát những kẻ vô tội, 1886), truyện
- Serres chaudes (Vườn kính, 1889), tập thơ
- La princesse Maleine (Công chúa Maleine, 1889), kịch
- L'intruse (Người đàn bà đột nhập, 1890), kịch
- Les aveugles (Những người mù, 1890), kịch
- Les sept princesses (Bảy nàng công chúa, 1891), kịch
- Pelléas et Mélisande (Pelleas và Mélisande, 1892), kịch
- Alladine et Palomides (Alladine và Palomides, 1894), kịch
- La mort de Tintagiles (Cái chết của Tintagiles, 1894), kịch
- Le trésor des humbles (Kho báu của những kẻ nhẫn nhục, 1896), luận văn mĩ học
- Douze chansons (Mười hai khúc ca, 1896), thơ
- Quinze Chansons (Mười lăm Khúc ca), thơ
- Aglavaine et Selysette (Aglavaine và Selysette, 1896), kịch cổ tích
- Le sagesse et la destinée (Khôn ngoan và định mệnh, 1898), khảo luận triết học
- La vie des abeilles (Đời sống loài ong, 1900), khảo luận
- Ariane et Barbe-Bleue (Ariane và gã Râu Xanh, 1901), kịch
- Monna Vanna (1902), kịch
- Le temple enseveli (Ngôi đền vùi lấp, 1902)
- Joyselle (1903), kịch
- Le miracle de Saint-Antoine (Điều kì diệu của thánh Antoine, 1903), kịch
- L'intelligence des fleurs (Trí tuệ của hoa, 1907)
- L'oiseau bleu (Con chim xanh, 1909), kịch
- Bourgmestre de Stilemonde (Thị trưởng Stilemonde, 1919)
- La grande féerie (Miền tiên cảnh lớn, 1924), tiểu luận
- Le malheur passe (Tai họa đã qua, 1925), kịch
- La vie des termites (Đời sống của mối, 1926), tiểu luận
- La vie de l'espase (Đời sống không gian vũ trụ, 1928), tiểu luận
- La vie des fourmis (Đời sống loài kiến, 1930), tiểu luận
- La grande loi (Quy luật vĩ đại, 1933), tiểu luận
- Devant Dieu (Trước mặt Chúa, 1937), tiểu luận
- L'autre monde ou le cardan stellaire (Thế giới khác, hay khớp vũ trụ, 1942), tiểu luận

### Tác phẩm đã dịch ra tiếng Việt
- Con chim xanh (L'oiseau bleu) (kịch), Nguyễn Trường Lịch dịch, Nhà xuất bản Giáo dục, 1997
- Nếu ngày kia anh trở lại (thơ), Phạm Nguyên Phẩm dịch, in trong tập 100 bài thơ Pháp, Nhà xuất bản Giáo dục, 1998
- Chiếc mũ trí tuệ (truyện ngắn), Dương Thu Ái dịch, in trong Tuyển tập truyện nổi tiếng thế giới, Nhà xuất bản Văn hóa - Thông tin, 2004 [1]
- Thông thái và số phận - Tiểu luận triết học, Nguyễn Trí Dũng dịch, NXB Thế giới.
- Đời Ong - Tiểu luận triết học, Thi Hoa dịch, NXB Thế giới.
- Trí tuệ của Hoa - Tiểu luận triết học, Thi Hoa dịch, NXB Thế giới.

## Trích từ Quinze Chansons (15 Khúc ca)
| II Et s'il revenait un jour Que faut-il lui dire? - Dites-lui qu'on l'attendit Jusqu'à s'en mourir... Et s'il m'interroge encore Sans me reconnaître? - Parlez-lui comme une sœur, II souffre peut-être... Et s'il demande où vous êtes Que faut-il repondre? - Donnez-lui mon anneau d'or Sans rien lui répondre... Et s'il veut savoir pourquoi La salle est déserte ? - Montrez-lui la lampe éteinte Et la porte ouverte... Et s'il m'interroge alors Sur la dernière heure? - Dites-lui que j'ai souri De peur qu'il ne pleure... III Ils ont tué trois petites filles Pour voir ce qu'il y a dans leur cœur. Le premier était plein de bonheur; Et partout où coula son sang, Trois serpents sifflèrent trois ans. Le deuxième était plein de douceur, Et partout où coula son sang, Trois agneaux broutèrent trois ans. Le troisième était plein de malheur, Et partout où coula son sang, Trois archanges veillèrent trois ans. V Les trois sœurs aveugles (Espérons encore) Les trois sœurs aveugles Ont leurs lampes d'or; Montent à la tour, (Elles, vous et nous) Montent à la tour, Attendent sept jours... Ah ! dit la première, (Espérons encore) Ah ! dit la première, J'entends nos lumières... Ah ! dit la seconde, (Elles, vous et nous) Ah ! dit la seconde, C'est le roi qui monte... Non, dit la plus sainte, (Espérons encore) Non, dit la plus sainte, Elles se sont éteintes... VI On est venu dire, (Mon enfant, j'ai peur) On est venu dire Qu'il allait partir... Ma lampe allumée, (Mon enfant, j'ai peur) Ma lampe allumée, Me suis approchée... À la première porte, (Mon enfant, j'ai peur) A la première porte, La flamme a tremblé... À la seconde porte, (Mon enfant, j'ai peur) À la seconde porte, La flamme a parlé... À la troisième porte, (Mon enfant, j'ai peur) À la troisième porte, La lumière est morte... VII Les sept filles d'Orlamonde, Quand la fée fut morte, Les sept filles d'Orlamonde, Ont cherché les portes. Ont allumé leurs sept lampes, Ont ouvert les tours, Ont ouvert quatre cents salles, Sans trouver le jour... Arrivent aux grottes sonores, Descendent alors; Et sur une porte close, Trouvent une clef d'or. Voient l'océan par les fentes, Ont peur de mourir, Et frappent à la porte close, Sans oser l'ouvrir... X Quand l'amant sortit (J'entendis la porte) Quand l'amant sortit Elle avait souri... Mais quand il rentra (J'entendis la lampe) Mais quand il rentra Une autre était là... Et j'ai vu la mort (J'entendis son âme) Et j'ai vu la mort Qui l'attend encore... XIII J'ai cherché trente ans, mes sœurs, Où s'est-il caché? J'ai marché trente ans, mes sœurs, Sans m'en approcher... J'ai marché trente ans, mes sœurs, Et mes pieds sont las, II était partout, mes sœurs, Et n'existe pas... L'heure est triste enfin, mes sœurs, Ôtez mes sandales, Le soir meurt aussi, mes sœurs, Et mon âme a mal... Vous avez seize ans, mes sœurs, Allez loin d'ici, Prenez mon bourdon, mes sœurs, Et cherchez aussi... | II Nếu một ngày người ấy quay trở lại Thì em biết nói gì với người ta? - Hãy nói rằng chị đã chờ mòn mỏi Đến một hôm, đã kiệt sức trông chờ... Thế nếu như người ấy không nhận ra Nếu như em bị người ta gặng hỏi? - Em cứ lựa lời nói với người ta Có thể người ta cũng đau buồn đấy... Nếu người hỏi biết tìm chị nơi đâu Thì biết nói sao cho người yên dạ? - Chiếc nhẫn vàng của chị em hãy trao Cho người ấy, đừng nói thêm gì cả... Nhưng nếu như người ta hỏi em rằng Sao không có lửa, sao nhà vắng vậy? - Em hãy chỉ vào cánh cửa mở toang Và ngọn đèn đã tắt cho người ấy... Thế nếu như người ấy hỏi em rằng Chị có buồn, chị có từng than thở - Em hãy nói rằng chị đã cười lên Để người ta vì chị mà đau khổ... III Người ta đã giết chết ba cô bé Để xem những gì trong tim của họ. Con tim đầu tiên tràn đấy hạnh phúc Và kể từ khi máu chảy trên đất Có ba con rắn rít trong ba năm. Con tim thứ hai đầy sự dịu dàng Và kể từ khi máu chảy xuống đó Có ba con cừu giữ trong ba năm. Con tim thứ ba chứa đầy đau khổ Và kể từ ngày máu rơi xuống đó Mắt ba thiên thần nhìn suốt ba năm. V Có ba chị em mù (Hy vọng và hy vọng) Ba chị em mù quáng Có ba cây đèn vàng. Cả ba đi lên tháp (Họ, bạn và chúng tôi) Cả ba cùng lên tháp Chờ đợi trong bảy ngày… Ôi! – Một người kêu lên (Hy vọng và hy vọng) Ôi! – Một người kêu lên Đèn của tôi chiếu sáng… Ôi! – Tiếng người thứ hai (Họ, bạn và chúng tôi) Ôi! – Người thứ hai nói Vua đang đi lên kìa… Người thứ ba nói – Không! (Hy vọng còn đâu nữa) Người thần thánh nói – Không! Và đèn tắt trong gió… VI Người ta đến nói rằng (Các con ơi, ta sợ) Người ta đến nói rằng Chàng đã không còn nữa… Ta thắp ngọn đèn lên (Các con ơi, ta sợ) Ta thắp ngọn đèn lên Rồi ra đi với nó… Ở cánh cửa đầu tiên (Các con ơi, ta sợ) Ở cánh cửa đầu tiên Thấy run run ngọn lửa… Ở cánh cửa thứ hai (Các con ơi, ta sợ) Ở cánh cửa thứ hai Ngọn lửa đang thầm thĩ… Ở cánh cửa thứ ba (Các con ơi, ta sợ) Ở cánh cửa thứ ba Ánh sáng không còn nữa… VII Bảy con gái của tiên Khi mẹ họ đã chết Bảy con gái của tiên Đi tìm đường để thoát. Họ thắp bảy ngọn đèn Chìa khóa ngày đâu mất Tìm khắp bốn trăm phòng Chỉ bóng đêm dày đặc. Đến hang động âm thanh Đi xuống theo thời gian Bên cánh cửa đóng kín Họ thấy chìa khóa vàng. Nhìn thấy biển bao la Các con gái sợ chết Trước cánh cửa kín mít Họ không dám mở ra. X Chàng trai đã ra đi (Cửa rung lên – tôi biết) Chàng trai đã ra đi Nàng mỉm cười vĩnh biệt… Chàng trai quay trở lại (Đèn nói – tôi biết mà) Chàng trai quay trở lại Nhưng nàng đã đi xa... Tôi nhìn ra cái chết (Tôi biết tâm hồn chàng) Tôi nhìn ra cái chết Tôi đã lấy hồn anh... XIII Tôi đi tìm ba mươi năm rồi, chị em ơi Chàng trốn ở đâu đó? Tôi lang thang ba mươi năm rồi, chị em ơi Không tìm ra đâu cả… Ba mươi năm tôi thơ thẩn, chị em ơi Đôi chân của tôi mệt lử Chàng ở khắp mọi nơi, chị em ơi Mà không nơi này nơi nọ… Giờ buồn đến gần rồi, chị em ơi Buồn đau gần lắm Buổi tối cũng chết, chị em ơi Hồn tôi đau lắm… Em mới mười sáu tuổi, chị em ơi Giờ đến lượt em rồi đấy Hãy nhận lậy cây gậy này, chị em ơi Rồi đi tìm cho thấy… Bản dịch của Nguyễn Viết Thắng |

## Liên kết
- Œuvres de Maurice Maeterlinck sur Ebooks
- Biographie et bibliographie de l'auteur Lưu trữ ngày 25 tháng 3 năm 2008 tại Wayback Machine
- Biographie en ligne de l'auteur en 17 chapitres (Petits Carnets de vie, 1862-1949)
- Maeterlinck, une mise en scène de Christoph Marthaler d'après Maurice Maeterlinck (2007) Lưu trữ ngày 13 tháng 2 năm 2010 tại Wayback Machine
- Le fonds Maurice Maeterlinck est accessible aux Archives et Musée de la Littérature (AML)